# Шульженко Тихін
Тихін Шульже́нко (?, Міські Млини — ?) — український майстер кераміки кінця XIX — початку XX століття. Один  з перших відомих представників опішнянської гончарної школи.
Розписував миски та інші гончарні вироби традиційним орнаментом у техніці фляндрівки й ріжкування.